# Staurogyne vicina
Staurogyne vicina är en akantusväxtart som beskrevs av Raymond Benoist. Staurogyne vicina ingår i släktet Staurogyne och familjen akantusväxter. Inga underarter finns listade i Catalogue of Life.